# Chacewater
Chacewater est une paroisse civile et un village des Cornouailles, en Angleterre.